# Camponotus trajanus
Camponotus trajanus är en myrart som beskrevs av Auguste-Henri Forel 1912. Camponotus trajanus ingår i släktet hästmyror, och familjen myror. Inga underarter finns listade.